# Rhamnus wilsonii
Rhamnus wilsonii är en brakvedsväxtart som beskrevs av Camillo Karl Schneider. Rhamnus wilsonii ingår i släktet getaplar, och familjen brakvedsväxter. Utöver nominatformen finns också underarten R. w. pilosa.